# Odry (gromada)
Odry – dawna gromada, czyli najmniejsza jednostka podziału terytorialnego Polskiej Rzeczypospolitej Ludowej w latach 1954–1972.
Gromady, z gromadzkimi radami narodowymi (GRN) jako organami władzy najniższego stopnia na wsi, funkcjonowały od reformy reorganizującej administrację wiejską przeprowadzonej jesienią 1954 do momentu ich zniesienia z dniem 1 stycznia 1973, tym samym wypierając organizację gminną w latach 1954–1972.
Gromadę Odry z siedzibą GRN w Odrach utworzono – jako jedną z 8759 gromad na obszarze Polski – w powiecie chojnickim w woj. bydgoskim, na mocy uchwały nr 24/5 WRN w Bydgoszczy z dnia 5 października 1954. W skład jednostki weszły obszary dotychczasowych gromad Odry i Miedzno ze zniesionej gminy Karsin oraz Wieck (bez osiedla Zawada) ze zniesionej gminy Czersk w powiecie chojnickim w woj. bydgoskim, a także obszar dotychczasowej gromady Wojtal ze zniesionej gminy Stara Kiszewa w powiecie kościerskim w woj. gdańskim. Dla gromady ustalono 17 członków gromadzkiej rady narodowej.
1 stycznia 1958 z gromady Odry wyłączono osady Drzewiny i Grzybno, włączając je do gromady Konarzyny w powiecie kościerskim w woj. gdańskim.
Gromadę zniesiono 31 grudnia 1961, a jej obszar włączono do gromad Karsin (wsie Miedzno, Uroża, Odry i Wojtal) i Łąg (wsie Wieck i Klonowice) w tymże powiecie.